# Sphaerulina dubiella
Sphaerulina dubiella är en lavart som först beskrevs av William Nylander och fick sitt nu gällande namn av David Leslie Hawksworth 1983. 
Sphaerulina dubiella ingår i släktet Sphaerulina och familjen Mycosphaerellaceae.   Inga underarter finns listade i Catalogue of Life.